# Агентство продовольственной безопасности (Азербайджан)
Агентство продовольственной безопасности Азербайджанской Республики (азерб. Azərbaycan Respublikasının Qida Təhlükəsizliyi Agentliyi) — государственное учреждение в составе Кабинета Министров Азербайджана, созданное с целью обеспечения нормативного регламентирования безопасности в сфере продовольствия.

## Общие сведения
Агентство создано 10 февраля 2017 года. Положение об Агентстве утверждено 13 ноября 2017 года. В состав Агентства входит Институт продовольственной безопасности Азербайджана.
Председатель агентства — Гошгар Тахмазли (с 25 декабря 2017).

## Направления деятельности
- участие в единой государственной политике в сфере продовольственной безопасности;
- регламентация, координация и контроль над соответствующей сферой;
- разработка норм в сфере продовольственной безопасности;
- проведение государственной регистрации производимых в стране и импортируемых продуктов питания, а также упаковочных материалов с точки зрения продовольственной безопасности;
- контроль над соблюдением законодательства в сфере защиты прав потребителей продовольственных продуктов;
- выдача лицензий и сертификатов о продовольственной безопасности на продукты питания, экспортируемые в зарубежные страны;
- обеспечение развития сферы продовольственной безопасности

## Права агентства
- предлагать инициативу стать участником международных договоров в соответствующей сфере;
- запрашивать и получать необходимую информацию о соответствующей сфере у государственных и местных органов самоуправления;
- контролировать осуществление международных договоров в соответствующей сфере, одним из сторон которых выступает Азербайджанская Республика;
- участвовать на мероприятиях, конференциях, форумах, выставках в соответствующей сфере в стране и за рубежом;
- организовать проведение мероприятий, конференций, форумов, выставок в сфере продовольственной безопасности в стране и за рубежом;
- изучать опыт других государств в соответствующей сфере;
- осуществлять международное сотрудничество с определёнными органами зарубежных стран и другими международными организациями;
- подготавливать проекты договоров с зарубежными странами и организациями;
- создавать научно-технические, экономические и нормативно-юридические информационные базы;
- представлять предложения об осуществлении реформ в соответствующей сфере;
- обращаться в суд с целью осуществления своих полномочий и прав, и выступать там от своего имени;
- осуществлять другие права, установленные актами Президента Азербайджанской Республики[6].

## Деятельность
Агентством периодически проводятся эпизоотологические мониторинги птичьего гриппа на охотничьих хозяйствах, птицеводческих предприятиях, водно-болотных угодьях, прибрежных зонах, водоёмах и парках, на территории национальных парков Азербайджана.
Организуются наблюдения за бешенством и чумой мелких рогатых животных на природных территориях, семейных и фермерских хозяйствах. Берутся диагностические пробы в случае обнаружения больных или павших животных.
Агентством создана система контроля и регулирования продовольственной безопасности на территории Азербайджана. Контроль за безопасностью продуктов осуществляется также при импорте и экспорте продовольственной продукции.
В Газахском районе на границе между Грузией и Азербайджаном около погранично-пропускного пункта создан пункт контроля безопасности пищевых продуктов «Красный мост».
Планируется создание пунктов контроля на государственной границе с Ираном на территории посёлка Агбенд.
Агентство сертифицирует иностранные предприятия, осуществляющие импорт продовольственной продукции в Азербайджан. На апрель 2024 года сертифицировано 350 компаний.
Осуществляется обеспечение биологической безопасности. Получены статусы освобождения от ряда заболеваний животных. ВОЗ предоставила Азербайджану статус страны, свободной от высокопатогенного вируса птичьего гриппа.

### 2023
В ноябре 2023 года между Агентством и Россельхознадзором заключено соглашение об экспорте в Российскую Федерацию продукции птицеводства.
Получено разрешение на экспорт мяса птицы в Китай.

### 2024
В августе 2024 года в Баку, Сумгаите и Абшеронском районе проведён мониторинг деятельности 351 отеля и 59 объектов, занимающихся кейтеринговыми услугами. Выявлены нарушения нормативов на 264 объектах питания в 231 отеле и 33 кейтеринг-службах.
19 августа 2024 года подписано соглашение с Роспотребнадзором о сотрудничестве в области безопасности пищевых продуктов.
В октябре 2024 года Агентство совместно с Государственным агентством по туризму Азербайджана провело тренинг для сотрудников гостиничных ресторанов, предприятий общественного питания туристической отрасли по вопросам безопасности пищевых продуктов, организованный в преддверии COP29. В тренингах приняли участие 500 представителей 220 предприятий.

### 2025
Проводятся подготовительные мероприятия для начала экспорта яиц в США.
11 апреля 2025 года подписан меморандум о сотрудничестве в области ветеринарии с Национальным агентством Молдовы по безопасности пищевых продуктов.
Агентством разрабатывается вторая государственная программа по продовольственной безопасности, законопроекты о здоровье животных и растений. Подготовлен законопроект «О здоровье животных».
В Восточном Зангезуре создаётся зона, свободная от различных заболеваний, в том числе ящура.
Агентством осуществляется приведение санитарных норм и правил в области продовольственной безопасности, ветеринарии и фитосанитарии в соответствие международным стандартам. С этой целью за январь — май 2025 года принято 24 технических нормативно-правовых акта.

## Международное сотрудничество
- Всемирная Организация Здравоохранения
- Продовольственная и сельскохозяйственная организация ООН[17]
- Всемирная организация по охране здоровья животных
- Международная Конвенция по карантину и защите растений
- Международная организация по стандартизации
- Международная организация по аккредитации лабораторий
- Комиссия Кодекс Алиментариус[18]
- Европейский Союз